# Chabuata griseagoa
Chabuata griseagoa là một loài bướm đêm trong họ Noctuidae.